# Léon Blum
André Léon Blum, född 9 april 1872 i Paris, död 30 mars 1950 i Jouy-en-Josas, var en fransk socialistisk politiker.

## Biografi
Blum föddes in i en elsassisk familj av judisk börd, och efter studier vid Paris universitet var han verksam som jurist och litteraturkritiker. Han kom också att utge flera böcker, däribland Du mariage (1907), en kritisk essä om det borgerliga äktenskapet. 
I samband med Dreyfusaffären kom Blum att organisera sig politiskt i Franska socialistpartiet under Jean Jaurès, och därefter i Franska sektionen av Arbetarinternationalen (SFIO) från 1905. 1919 blev han invald i deputeradekammaren, och efter en partisplittring där majoriteten bildade Franska kommunistpartiet i december 1920 blev han en av SFIO:s främsta ledare. Efter 1924 blev hans ställning än mer dominerande, i det att partiets majoritet anslöt sig till Blums radikala åskådning. Vid valen 1928 blev han utslagen, men återfick vid ett senare fyllnadsval på nytt sin plats i deputeradekammaren.

### Folkfrontsregeringen 1936-1938
År 1936 bildade Blum en mitten-vänsterregering med stöd av kommunistpartiet, i en koalition kallad folkfronten. Regeringen tog intryck av USA:s president Roosevelt och dennes reformistiska New Deal-politik, och Blum blev därmed Frankrikes första socialistiske premiärminister. En mängd populära reformer genomfördes, bland annat 40 timmars arbetsvecka och förstatliganden av banker och vapenindustrier.
samtidigt som landet brottades med problem som högre inflation och ökad fascism i närområdet. Blums regering föll slutligen på frågan om det spanska inbördeskriget, där man ställt sig neutral. Detta fick kommunistpartiet att dra tillbaka sitt stöd och regeringen avgick. Han kom att åter leda regeringen under en kort period 1938.

### Andra världskriget
Blum blev, genom sin judiska bakgrund och socialistiska åsikter, ett stort hatobjekt för extremhögern. Han blev kvar i Frankrike under ockupationen under andra världskriget. Han tillhörde den minoritet som vägrat ge marskalk Philippe Pétain maktbefogenheter och motsatte sig därmed upplösandet av den tredje republiken. 
Blum arresterades och ställdes inför rätta av Vichyregimen. Han försvarade sig dock med sådan kraft att tyskarna avbröt rättegången och internerade honom i koncentrationsläger, bland andra Buchenwald. Mot slutet av kriget gavs det order om att Blum skulle avrättas, men ordern verkställdes inte och han befriades av allierad trupp. (Hans bror, Réne Blum, var grundare och chef för den berömda Ballet de l'Opera i Monte Carlo. Under kriget, när Monaco invaderades av Nazityskland, deporterades han till Auschwitz och dödades.)

### Efterkrigstiden
Efter kriget var Blum 1946–47 åter premiärminister i en övergångsregering som kom att utgöra grunden för fjärde republiken. Han kom även fortsatt att engagera sig politiskt, bland annat som vice premiärminister i augusti 1948 och som ledande gestalt i franska socialistpartiet och skribent i partiorganet Le Populaire.